# Tragidion auripenne
Tragidion auripenne là một loài bọ cánh cứng trong họ Cerambycidae.